# زبان اسپانیایی در فیلیپین

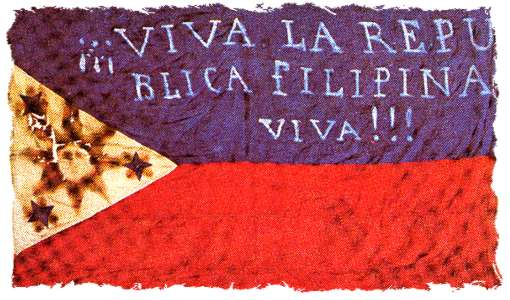
پرچم انقلابیون فیلیپین که نوشتار آن به زبان اسپانیایی می‌باشد.

زبان اسپانیایی در فیلیپین از زبان ورود مهاجمان اسپانیایی به این سرزمین در سال ۱۵۶۵ تاکنون رایج است.فتح فیلیپین بدست امریکایی ها باعث از رواج افتادن زبان اسپانیایی و گسترش انگلیسی در کنار تاگالوگ (زبان بومی فیلیپین) در این کشور شد.هنوز نام‌های اشخاص در این کشور به ویژه نام‌های خانوادگی عمدتاً به اسپانیایی است و در زبان تاگالوگ واژگان بیشماری از زبان اسپانیایی وجود دارد.دربارهٔ متکلمین زبان اسپانیایی در فیلیپین آمار متفاوتی وجود دارد که اختلاف آن فاحش است.برخی منابع شمار متکلمین زبان اول اسپانیایی را در فیلیپین در سال ۲۰۰۷ حدود ۴۳۹،۰۰۰ تن ذکر کرده‌اند و این در حالیست که بنا بر گزارش سایت اتنولوگ متکلمین زبان اسپانیایی در فیلیپین در سال ۱۹۹۰ در حدود ۲،۶۶۰ نفر بوده‌است.